# John Bosman
Johannes Jacobus „John“ Bosman (* 1. Februar 1965 in Vlist-Bovenkerk, heute zu Krimpenerwaard) ist ein ehemaliger niederländischer Fußballspieler. Er wurde als Stürmer eingesetzt.

## Karriere

### Verein
Bosman begann seine Profikarriere beim niederländischen Top-Klub Ajax Amsterdam. Dort gab er am 20. November 1983 beim 5:2-Sieg gegen Roda JC Kerkrade sein Debüt in der Erstligamannschaft. Bei diesem Spiel kam er zudem zu seinem ersten Treffer für die rot-weißen. In fünf Jahren bei Ajax absolvierte der Angreifer 165 Pflichtspiele, wobei ihm insgesamt 105 Treffer gelangen und 1985 die niederländische Meisterschaft sowie 1986 und 1987 der KNVB-Pokal gewonnen werden konnte. Der größte Erfolg kam jedoch nach Ablauf der Spielezeit 1986/87, als sich die Amsterdamer im Europapokal der Pokalsieger durchsetzen konnten. Im Finalspiel gegen den 1. FC Lokomotive Leipzig kam Bosman jedoch nicht zum Einsatz. Während dieser Zeit stand er in ständiger Konkurrenz zu Marco van Basten. Nachdem van Basten im Sommer 1987 zum AC Mailand wechselte, stieg Bosman zum Toptorschützen seines Teams auf. 1988 folgte der Stürmer dem Ruf seines ehemaligen Trainer Aad de Mos und wechselte zum belgischen Team KV Mechelen. Dort schaffte er mit seinem Team den Gewinn der Meisterschaft. Nach zwei Jahren zog es Bosman wieder in sein Heimatland zur PSV Eindhoven, wo er den abgewanderten Wim Kieft ersetzen sollte. Jedoch kam er in seiner Rolle als „Chancenzulieferer“ für Romário nicht zurecht, fühlte sich unwohl und wurde bald von Twan Scheepers ersetzt. Die PSV wurde zwar Meister, trotzdem zog es Bosman wieder in Richtung Belgien. Beim RSC Anderlecht unterzeichnete er einen neuen Vertrag. Dort traf er auf seine alten Teamkollegen aus Mechelener Zeiten Graeme Rutjes und Bruno Versavel sowie auf Trainer de Mos. In fünf Jahren konnten sechs Titel mit Anderlecht gewonnen werden. 1993 wurde Johan Boskamp neuer Trainer in Anderlecht. Dieser ließ Bosman ab 1996 vermehrt auf der Bank Platz nehmen, so dass sich dieser mit Abwanderungsgedanken beschäftigte. So zog es ihn schließlich im Sommer 1996 zum FC Twente Enschede, zurück in die Niederlande. Gleich im ersten Jahr wurde er bester Angreifer des Teams. Im Folgejahr verteidigte er diese Position, musste sie aber mit Landsmann Jan van Halst und dem Finnen Antti Sumiala teilen. Nach drei Jahren wechselte er innerhalb der Liga zu Konkurrent AZ Alkmaar. Nach drei weiteren Spielzeiten gab er sein Karriereende bekannt.

### Nationalmannschaft
Bosman absolvierte 30 Länderspiele für die niederländische Fußballnationalmannschaft und erzielte dabei 17 Tore. Während eines EM-Qualifizierungsspiel am 28. Oktober 1987 gegen Zypern gelangen dem Angreifer fünf Tore. Später wurde er von Bondstrainer Rinus Michels in den Kader für die Europameisterschaft 1988 berufen. Beim Titelgewinn der Niederländer kam Bosmann in den ersten beiden Gruppenspielen zu zwei Einsätzen. Anschließend wurde er gegen Marco van Basten ausgetauscht. Sechs Jahre später nahm er an der Fußball-Weltmeisterschaft 1994 in den USA teil.
Für die Euro 1992 und die Weltmeisterschaft 1990 wurde Bosman nicht berücksichtigt.

## Erfolge

### Verein
- niederländische Meisterschaft mit Ajax Amsterdam: 1985
- KNVB-Pokal mit Ajax Amsterdam: 1986, 1987
- Europapokal der Pokalsieger mit Ajax Amsterdam: 1987
- Belgische Meisterschaft mit KV Mechelen: 1989
- niederländische Meisterschaft mit PSV Eindhoven: 1991
- Belgische Meisterschaft mit RSC Anderlecht: 1993, 1994, 1995
- Belgischer Pokal mit RSC Anderlecht: 1994
- Belgischer Supercup mit RSC Anderlecht: 1993, 1995

### Nationalmannschaft
- Europameister: 1988